# Codex Borgianus
Der Codex Borgianus (Gregory-Aland no. T oder 029; von Soden ε 5) ist eine bilinguale griechische und sahidische Handschrift des Neuen Testaments, die auf das 5. Jahrhundert datiert wird. Die Handschrift ist nicht vollständig. 

## Beschreibung
Der Codex stammt ursprünglich aus Ägypten. Die erhaltenen Blätter enthalten Teile aus dem Evangelium nach Lukas und Evangelium nach Johannes auf 18 Pergamentblättern (26 × 21 cm). Der Text steht in zwei Spalten mit 26–33 Zeilen. Die Zeilen von 6–9 Buchstaben sind sehr kurz, es gibt in den Rand gerückte Buchstaben.
Inhalt
Griechischer Text: 
Evangelium nach Lukas 6,18–26; 18,2–9. 10–16; 18,32–19,8; 21,33–22,3; 22,20–23,20; 24,25–27; 29–31; 
 Evangelium nach Johannes 1,24–32; 3,10–17; 4,52–5,7; 6,28–67; 7,6–8,31. 
Der sahidische Text: 
Evangelium nach Lukas 6,11–18; 17,29–18,9; 18,?–42; 21,25–32; 22,12–23,11; 24,18–19; 24,21–23; 
 Evangelium nach Johannes 1,16–23; 3,2–10; 4,45–52; 6,21–58; 6,58–8,23. 
Text
Der griechische Text des Codex repräsentiert den alexandrinischen Texttyp und wird der Kategorie II zugeordnet.
Die Pericope adulterae Johannes 7,53–8,11 fehlt.

## Geschichte
Fragmente dieses Codex wurden unabhängig voneinander zu verschiedenen Zeiten entdeckt und mit 029, 0113, 0125 und 0139 nummeriert. Inzwischen werden alle Teile nur noch mit 029 bezeichnet. Zusammen ergeben sie 23 Seiten. „Es scheint, dass der ignorante Mönch, der dieses Manuskript von Ägypten nach Europa brachte, sich so wenig seines Wertes bewusst war, dass er den größten Teil der Blätter verlor“. Ein Teil des Codex mit 13 Blättern wird in der Biblioteca Apostolica Vaticana als Codex Borgianus Copticus 109 verwahrt. Weitere 3 Blätter befinden sich in der Nationalbibliothek in Paris unter der Signatur Copt. 129,9, fol. 49.65; 129,10, fol. 209, zwei Blätter unter der Signatur M 664A im Morgan Library & Museum in New York.
Der Text von Kodex 029 wurde sorgfältig von A. A. Giorgi im Jahre 1789 bearbeitet. Andreas Birch stellte den griechischen Text von 029 zusammen. 